# Инзов, Иван Никитич
Иван Никитич Инзов (1768—1845) — русский генерал от инфантерии.

## Биография
Точное происхождение генерала историкам до сих пор установить не удалось. Известно лишь, что в 1772 году к князю Ю. Н. Трубецкому, жившему в своём имении в Пензенской губернии, приехал его старый друг — граф Я. А. Брюс — и привёз с собой маленького мальчика. Датой рождения мальчика Брюс назвал 23 декабря 1768 года, но никакими архивными данными эта дата не подтверждается, и потому на сегодня признана условной. Граф Брюс попросил князя оставить дитя у себя и дать ему самое лучшее образование и воспитание, не беспокоясь о затратах. Брюс не рассказал, кто этот ребёнок, объяснив, что сможет раскрыть тайну только перед смертью. Но в 1791 году граф скончался скоропостижно, и князь Трубецкой так и не узнал ничего о происхождении мальчика, которого, выполняя просьбу старого друга, он воспитывал вместе со своими детьми, не делая каких-либо различий.
Иван Инзов учился в Московском университетском благородном пансионе. Когда юноше исполнилось 17 лет, Екатерина II дала распоряжение выделить ему большую сумму денег и принять его на службу в Сумской легкоконный полк. Службу начал кадетом в 1785 году, участвовал в Турецком, Польском и Итальянском походах.
В 1798 году сопровождал князя Репнина в поездке в Берлин и Вену. В 1805 году Инзов был дежурным генералом армии Кутузова.
В Отечественной войне 1812 года командир 9-й пехотной дивизии в составе 3-й Обсервационной армии Тормасова, участвовал в сражениях под Кобрином, Городечной, Борисовом, на р. Березина и в преследовании отступавшего неприятеля вплоть до Вильно. В 1813 году за отличие при осаде и взятии крепости Торна награждён орденом Св. Георгия 3-го кл. Участвовал в сражениях у Кёнигсварта и при Бауцене (Будишине). Позднее стал дежурным генералом Польской армии Бенигсена, участвовал с ней в сражениях под Дрезденом и Лейпцигом, а также при осадах Магдебурга и Гамбурга.
Генерал Инзов проявлял человеколюбие к французским солдатам и офицерам, попадавшим в плен к войскам, которыми командовал. За это король Людовик XVIII наградил его орденом Почётного легиона.
В 1818 году Инзов был назначен главным попечителем и председателем Попечительного Комитета о иностранных колонистах Южной России, а с 1820 года был и полномочным наместником Бессарабской области. В качестве попечителя над колонистами в 1819 году. Инзов курировал исполнение «Указа об устройстве задунайских поселенцев». Особое внимание Инзов уделил болгарским и гагаузским беженцам, хлынувшим в российские пределы на левый берег Нижнего Дуная в надежде защиты от турок. Он добился для них статуса колонистов наравне с немецкими переселенцами. В 1821 году он основал для болгарских беженцев город Болград. За годы своей службы Инзов проявил себя справедливым, хотя и строгим до суровости начальником и безукоризненно честным человеком.
Под начальством Инзова состоял А. С. Пушкин во время своей ссылки на Юг России. По словам Я. К. Грота, Инзов понял свою задачу сохранить России вверенный его попечению драгоценный талант: к юношеским увлечениям Пушкина он относился снисходительно; он же отпустил Пушкина в путешествие с Раевскими на Кавказ и Крым, которое было столь благотворно для поэта.
Из исторических архивов известно, что Инзов состоял в Кишинёвской масонской ложе «Овидий» и что он сделал предложение Александру Сергеевичу Пушкину вступить в эту же ложу, которое Пушкин охотно принял.

## Смерть и похороны
Скончался 27 мая 1845 года в Одессе на 77-м году жизни.
Узнав о смерти своего благодетеля, старейшины всех болгарских колоний, помня о его завещании и желая «сохранить навсегда память в потомстве», 1 апреля 1846 года подали управляющему задунайскими переселенцами Лосеву прошение, в котором хлопотали перед властями о разрешении перевезти прах покойного из г. Одессы на Болградское кладбище, где для этой цели была сооружена усыпальница. Под усыпальницу колонисты предложили использовать церковь Святителя Митрофана.
Так как все расходы по перезахоронению останков И. Н. Инзова общества болгарских колоний брали на себя, их прошение было удовлетворено. Посчитав это мероприятие личным делом болгар, власти не стали ограничивать их жёсткими временными рамками и пригласили их осуществить своё желание при первой же возможности.
Для сбора средств на перезахоронение и взаимодействия болгарских колоний с управлением, из числа болградских жителей было избрано 12 человек. Необходимая сумма, около 5000 рублей серебром, была собрана довольно быстро и 9 ноября того же года, в субботу, была проведена торжественная церемония эксгумации гроба с телом покойного. С раннего утра улицы и бульвары, прилегающие к кладбищу, были покрыты толпами народа. Гроб Инзова был поднят из могилы болгарами и, как вспоминал очевидец, «в 11 часов деревянный гроб, вложенный в свинцовый гроб, был поставлен на богато устроенную печальную колесницу, и процессия при звуках погребальной музыки двинулась из врат кладбища». Умилённый отношением болгар к своему почившему попечителю, современник далее отмечает: «Нам, жителям Одессы, нельзя было сетовать на удаление этого праха из нашего города; в настоящем случае дети предъявляют свои права на сохранение останков своего отца и увозят их как лучшую драгоценность».
Всю дорогу от Одессы до Болграда, около двухсот километров, гроб с телом И. Н. Инзова люди не везли на катафалке, а несли на своих плечах, сменяя друг друга на ходу. Массивный катафалк, который тащила четвёрка лошадей, задействован был только в минуты отдыха, после чего процессия продолжала свой путь. От ворот кладбищенской ограды до самой усыпальницы нёсшие гроб последние метры передвигались на коленях.
…И гроб в пыли белесой

к Болграду на руках

несли аж из Одессы!

Все триста вёрст.

Вот так.— Феликс Чуев.

## Мавзолей и благодарная память
Генерал И. Н. Инзов покоится в специальном храме-усыпальнице на окраине основанного им города Болград — столицы болгарских поселений в Бессарабии. Место захоронения отмечено мраморной плитой. На ней высечена любопытная эпитафия:

«Здесь покоится раб Божий Иоанн Никитич Инзов. Генерал от инфантерии, главный попечитель и председатель попечительного комитета об иностранных поселенцах южного края России. Генерал Инзов родился 23 декабря 1768 года. Скончался в Одессе 27 мая 1845 года. Он дал поселенцам новую жизнь в новом их отечестве. Благодарные болгарские колонисты пожелали перенести в недра своего поселения прах виновника их благоденствия для сохранения имени его в памяти народной. По высочайшему соизволению усердием болгарских колонистов бренные останки генерала И. Н. Инзова перевезены из Одессы и преданы земле в церкви во имя святителя Митрофания в колонии Болград в ноябре месяце 1846 года».— 
Мавзолей Инзова изображен на гербе Болграда. В 1861 г. группа бессарабских болгар, переселившихся в Северную Таврию, назвала в его честь село Инзовка. В самой Болгарии в его же честь село Ак-Бунар (Ямбольского округа) было в 1938 году переименовано в Генерал-Инзово.